# Siderite
La siderite (simbolo IMA: Sd) è un minerale comune del gruppo della calcite appartenente alla classe minerali dei "carbonati e nitrati" con composizione chimica FeCO3.
Da un punto di vista chimico è un carbonato di ferro o carbonato di ferro(II).

## Etimologia e storia
Il minerale fu chiamato così nel 1832 da François Sulpice Beudant, che lo chiamò "siderose" in riferimento alla sua composizione, dal greco σίδηρος ('sideros', ferro). La siderite è stata descritta scientificamente per la prima volta nel 1845 da Wilhelm Karl Ritter von Haidinger.
La siderite è conosciuta come uno dei più importanti minerali di ferro fin dalla preistoria. L'età del ferro iniziò con la sua lavorazione in varie culture in tempi diversi.
La siderite era conosciuta e riconosciuta come una specie minerale molto prima della fondazione dell'Associazione Mineralogica Internazionale (IMA). Questo teoricamente darebbe alla siderite lo status di minerale grandfathered (G). Tuttavia, poiché esistevano vari sinonimi in parallelo per la siderite, il nome è stato raccomandato dalla maggioranza della Commissione sui Nuovi Minerali e i Nomi dei Minerali (CNMMN) come nome ufficiale nella pubblicazione del 1962 dell'IMA. Poiché ciò significava automaticamente un riconoscimento retrospettivo per la siderite, il minerale è stato da allora inserito nell'"Elenco dei minerali e dei nomi dei minerali" dell'IMA con il numero "IMA 1962 s.p." (Procedura speciale).

## Classificazione
Nella Sistematica dei lapis (Lapis-Systematik) di Stefan Weiß, che è stata rivista e aggiornata l'ultima volta nel 2018 al minerale è stato assegnato il sistema nº V/B.02-040; in questa sistematica ciò corrisponde alla classe dei "carbonati anidri [CO3]2−, senza anioni estranei", dove la siderite insieme a calcite, gaspéite, magnesite, otavite, rodocrosite, smithsonite, sferocobaltite e vaterite, con le quali forma il "gruppo della calcite" con il sistema nº V/B.02.
La nona edizione della sistematica dei minerali di Strunz, che è stata aggiornata l'ultima volta dall'Associazione Mineralogica Internazionale (IMA) nel 2024, classifica la siderite nella classe "5. Carbonati (nitrati)" e da lì nella sottoclasse "5.A Carbonati senza anioni aggiuntivi, senza H2O"; questa viene ulteriormente suddivisa in base agli elementi chimici presenti nel minerale in modo che la siderite possa essere trovata nella sezione "5.AB Carbonati di metalli alcalino terrosi (e altri M2+)" dove forma il sistema nº 5.AB.05 insieme a magnesite, rodocrosite, sferocobaltite, calcite, smithsonite, gaspéite e otavite.
Tale classificazione è proseguita dal database "mindat.org", chiamata anche Classificazione Strunz-mindat, dove la siderite conserva la classificazione che aveva nella nona edizione di Strunz.
Nella classificazione dei minerali secondo Dana, utilizzata principalmente nel mondo anglosassone, la siderite ha il numero di sistema e minerale 14.01.01.01, che corrisponde alla classe dei "carbonati, nitrati e borati" e quindi alla sottoclasse dei "carbonati anidri". Qui forma il "gruppo della calcite (Trigonale: R3c)" con il sistema nº 14.01.01 nell'ambito della suddivisione "carbonati anidri con formula semplice A+CO3".

## Abito cristallino
La siderite cristallizza nel sistema trigonale nel gruppo spaziale R3c (gruppo nº 167) con i parametri del reticolo a = 4,69 Å e c = 15,38 Å oltre a 6 unità di formula per cella unitaria.

## Caratteristiche chimico-fisiche
- Al cannello a soffiatura, sul carbone, diventa magnetica senza fondere[14]
- Risulta solubile molto lentamente negli acidi, se questi sono diluiti e a freddo non dà effervescenza[14]
- Peso specifico: 115,86 gm[3]
- Indice di fermioni: 0,01[3]
- Indice di bosoni: 0,99[3]
- Fotoelettricità: 14,62 barn/elettrone[3]
- Massima birifrangenza: δ = 0,242[5]
- Dispersione: forte[5]

## Origine e giacitura

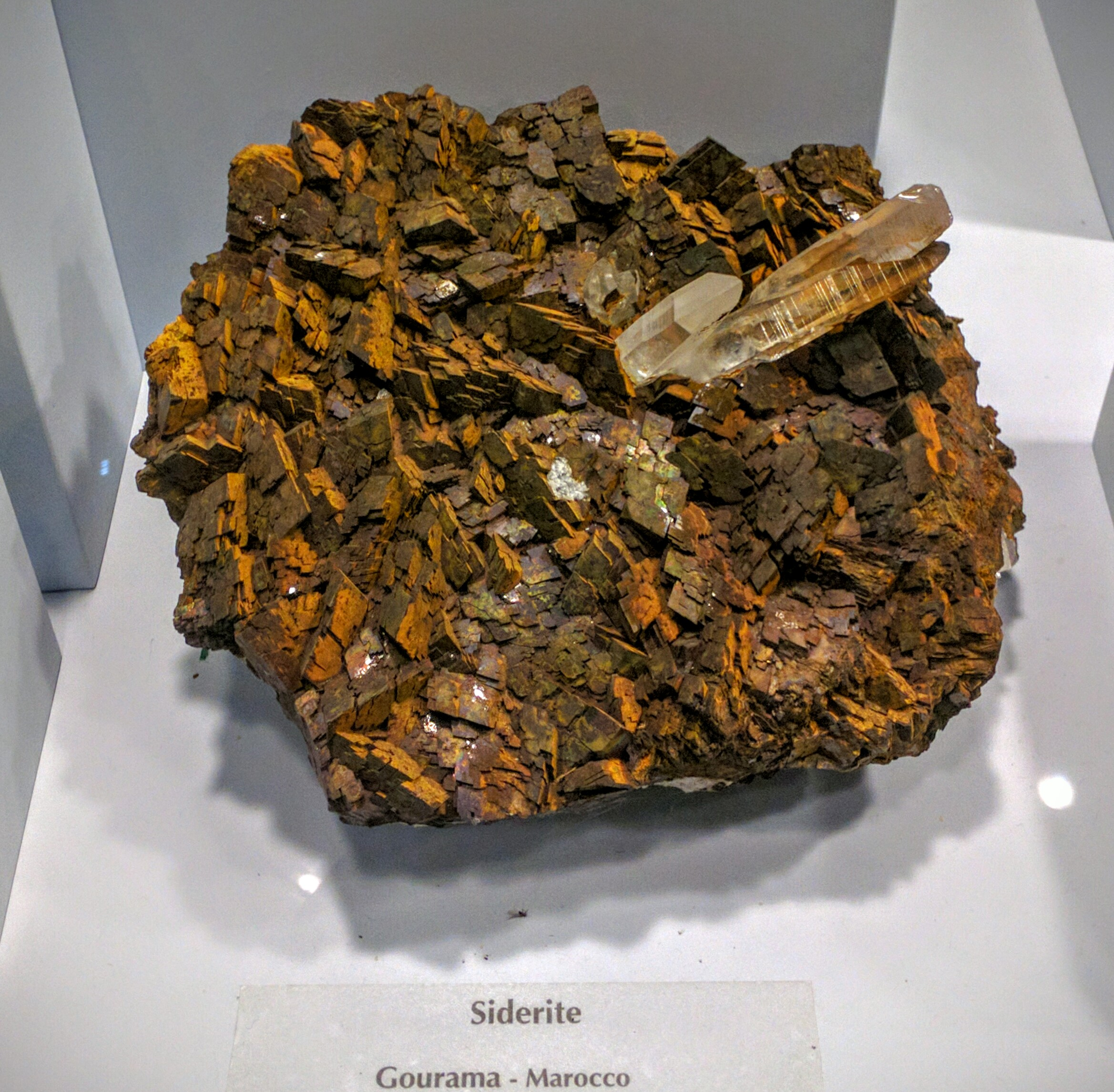
Un campione di Siderite esposto al Museo di scienze planetarie di Prato

La siderite è un componente comune dei minerali di ferro sedimentari stratificati e delle formazioni di ferro metamorfiche; la si trova nelle vene metalliche idrotermali, raramente nelle pegmatiti di granito e sienite nefelinica e nelle carbonatiti.
La siderite è associata con barite, fluorite, pirite e quarzo.
Il più grande giacimento di siderite al mondo è l'Erzberg in Stiria (Austria).
Altri giacimenti di siderite significativi, ma già in gran parte sfruttati in Austria, si trovano a Radmer in Stiria e a Hüttenberg in Carinzia. In Germania, ci sono considerevoli depositi di siderite nel Siegerland (in Westfalia), nel Westerwald, nei monti Harz, a Smalcalda e Kamsdorf (Turingia) e nei Monti Metalliferi in Sassonia.
Grandi depositi di siderite si trovano anche in Australia, Boemia (Repubblica Ceca), Bolivia, a Minas Gerais (Brasile), Cina, Portogallo (a Panasqueiro), Spagna e Inghilterra (Tavistock nel Devonshire e Camborne e Redruth in Cornovaglia), Monte Saint-Hilaire in Québec (Canada). In totale sono stati documentati più di 7300 siti per la siderite, compresi campioni di roccia provenienti dalla dorsale medio-atlantica e dal Mar Giallo.

## Utilizzi

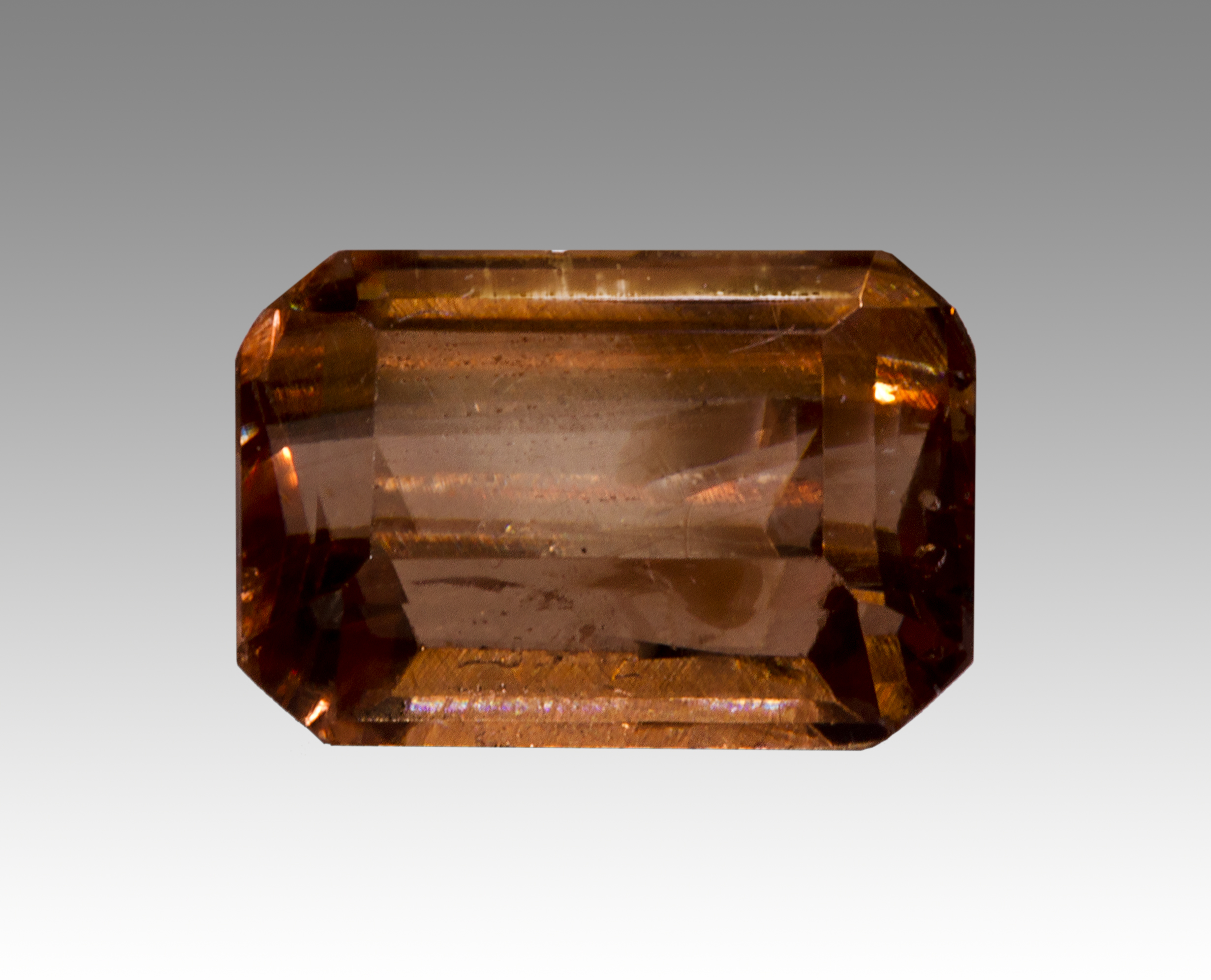
Siderite sfaccettata proveniente dalla miniera "Morro Velho" (Minas Gerais, Brasile)

La siderite è un prezioso minerale di ferro con un contenuto di tale metallo di quasi il 50% e grazie alla sua facile fusione. Inoltre il minerale non contiene né zolfo né fosforo.
La siderite è troppo morbida e delicata per essere usata come pietra preziosa. Occasionalmente vengono offerte ai collezionisti varietà chiare e visivamente accattivanti in vari tagli lisci o sfaccettati.

## Forma in cui si presenta in natura
La siderite sviluppa masse grossolane o aggregati densi, sferici e a forma di acino d'uva a grana fine, chiamati anche sferosiderite. I cristalli romboedrici con superfici curve sono piuttosto rari.
La siderite è solitamente di colore dal giallo pallido al marrone. Le varietà ricche di manganese tendono ad essere di colore nero (talvolta chiamate manganosiderite).
Il colore del minerale può derivare dal fatto che il magnesio può sostituirsi al ferro, portando quindi a delle forme intermedie tra siderite e magnesite
Altre forme intermedie si possono avere con la rodocrosite
Pertanto il colore del minerale si può dedurre dalla presenza di magnesio o di manganese nel minerale stesso, se non anche dallo stato di alterazione del minerale
Il minerale fresco e puro può essere gialliccio chiaro, ma può arrivare al giallo-bruno nei casi ossidativi, col progredire di questa può arrivare anche al nero.
Tuttavia il minerale può essere anche grigio, grigio giallastro, grigio verdastro.
Sono molto comuni i depositi sedimentari di siderite oolitica formatisi da acque povere di ossigeno su argille e carbone. Talora è anche ricca di manganese.
Si presenta in cristalli romboedrici di colore variabile dal giallo ocra fino al bruno scuro, tendente al nero quando è ricca in manganese. Gli angoli dei cristalli possono essere incurvati o striati. La siderite può avere abito tabulare o presentarsi in aggregati selliformi. Frequenti le masse botroidali o sferoidali, concrezionarie o spatiche.
I cristalli vanno dal trasparente al traslucido e hanno lucentezza vitrea o serica.